# Partit Nou Mitjà
Partit Nou Mitjà (neerlandès Nieuwe Midden Partij, NMP) fou un partit polític neerlandès fundat el 1970 per Albert te Pas i un grup de petits empresaris, amb la pretensió de ser una continuació de l'antic Partit de la Classe Mitjana, i que va obtenir dos escons a les eleccions de 1971, però un d'ells, de Jong, trencà amb el partit perquè l'altre havia estat acusat de corrupció.
A les eleccions de 1972 no va obtenir escons, però continuà presentant-se fins a les de 2002, quan es va dissoldre.